# Данмор, Хелен
Хелен Данмор (англ. Helen Dunmore; 1952—2017) — британская поэтесса и детская писательница.
Некоторые детские книги писательницы включены в программу для использования в школах.

## Биография
Родилась 12 декабря 1952 года в Беверли, регион Йоркшир и Хамбер, и была вторым из четырёх детей Морисаа Данмора и его жены Бетти Смит.
Училась в лондонской школе Sutton High School и школе для девочек Nottingham Girls' High School. Затем изучала английский язык в Йоркском университете, после чего два года жила в Финляндии и работала учителем (1973—1975).
Вернувшись в Англию, жила в Бристоле. Являлась членом Королевского литературного общества.
В марте 2017 года она опубликовала свой последний роман «Birdcage Walk», а также статью о смерти для The Guardian, написанную после того, как у неё диагностировали неизлечимый рак. Её последний поэтический сборник «Inside the Wave», опубликованный в апреле 2017 года незадолго до её смерти, посмертно был удостоен Премии Коста. Хеоен Данмор стала первым лауреатом Женской премии за художественную литературу (1996).
Умерла 5 июня 2017 года в Бристоле.
В 1980 году вышла замуж за юриста Фрэнка Чарнли (Frank Charnley); у них были сын, дочь и пасынок.

## Творчество

### Книги для детей
| - Going to Egypt (1992) - In the Money (1995) - Go Fox (1996) - Fatal Error (1996) - Amina’s Blanket (1996) - Allie’s Apples (1997) | - Bestiary (1997) - Clyde’s Leopard (1998) - Great-Grandma’s Dancing Dress (1998) - Brother Brother, Sister Sister (1999) - Allie’s Rabbit (1999) - Allie’s Away (2000) | - Aliens Don’t Eat Bacon Sandwiches (2000) - The Ugly Duckling (2001) - Tara’s Tree House (2003) - The Ferry Birds (2010) - The Islanders (2011) - The Lonely Sea Dragon (2013) |

### Художественные романы для взрослых
- Изменник (The Betrayal) (2010, лонглист Букеровской премии) ISBN 978-5-906986-36-8
- И тогда я солгал (The Lie) (2014) ISBN 978-5906986-49-8